# یواس‌اس هالیگان (دی‌دی-۵۸۴)

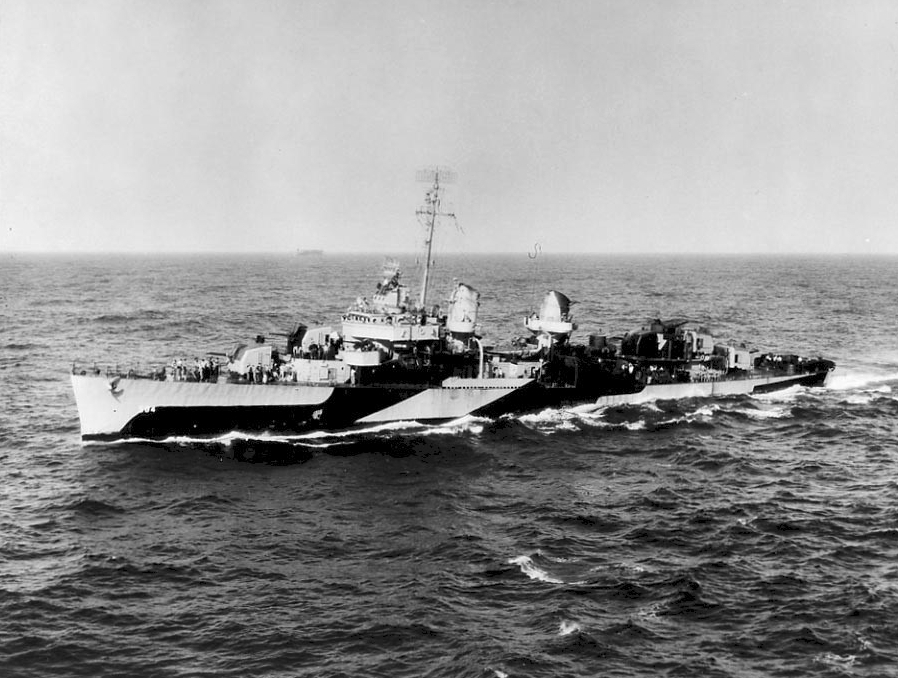
یواس‌اس هالیگان (دی‌دی-۵۸۴)

یواس‌اس هالیگان (دی‌دی-۵۸۴) (به انگلیسی: USS Halligan (DD-584)) یک کشتی بود که طول آن ۱۱۴٫۷ متر (۳۷۶ فوت) بود. این کشتی در سال ۱۹۴۳ ساخته شد.